# Gowran
Gowran (iriska: Gabhrán) är en ort i republiken Irland.   Den ligger i grevskapet Kilkenny och provinsen Leinster, i den centrala delen av landet, 100 km sydväst om huvudstaden Dublin. Gowran ligger 61 meter över havet och antalet invånare är 742.